# Trionymus lowryi
Trionymus lowryi är en insektsart som beskrevs av Brachman och Kosztarab in Kosztarab 1996, 1996. Trionymus lowryi ingår i släktet Trionymus och familjen ullsköldlöss. Inga underarter finns listade i Catalogue of Life.